# Auto GP
Auto GP（オートジーピー）は、2010年から2015年まで欧州で行われていた、フォーミュラカーによるレースカテゴリー。

## 概要

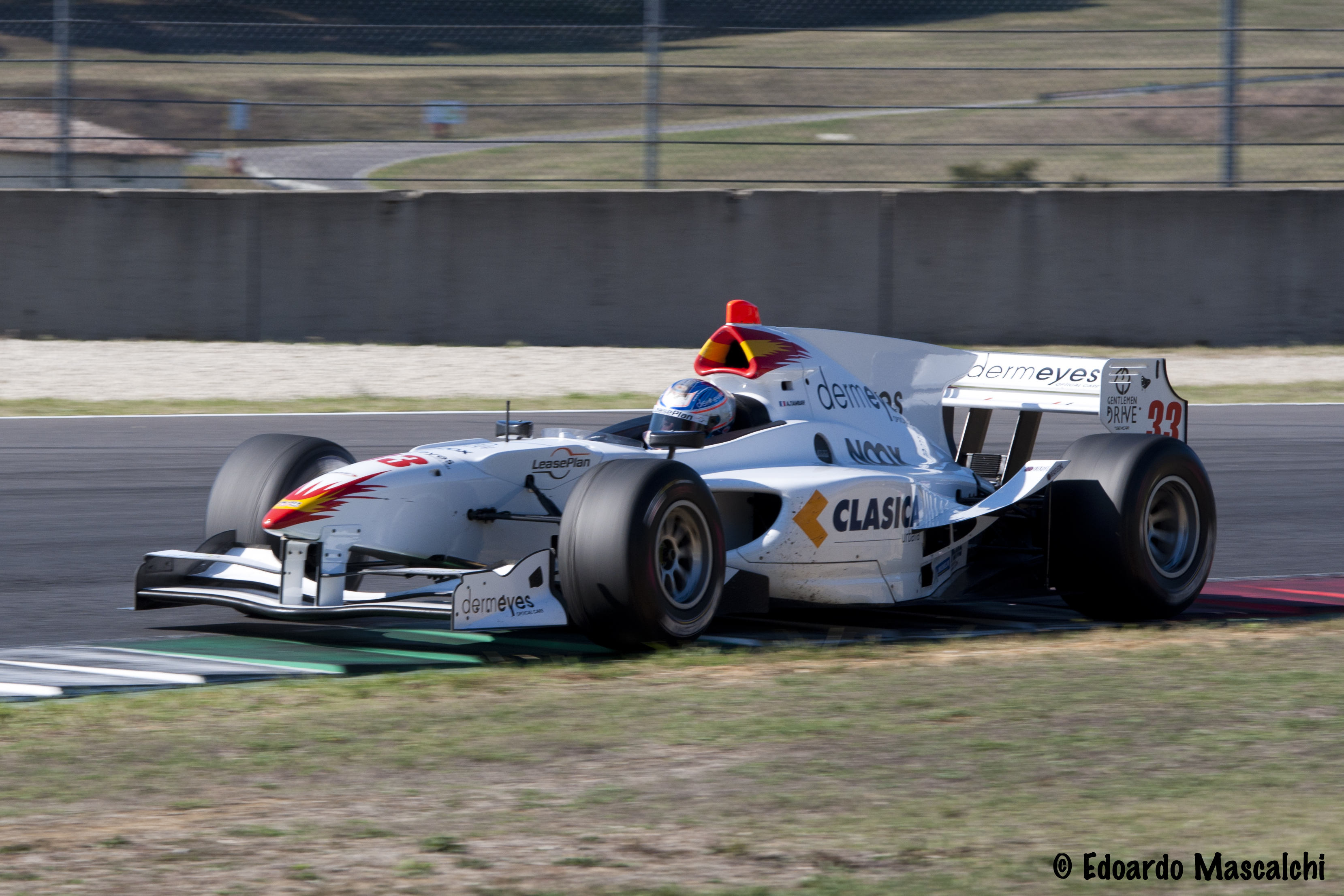
ローラ・B05/52（2011年）

2009年までのユーロ3000選手権が発展的に解消して誕生したカテゴリー。旧ユーロ3000がF3000規格の車を使って争われたのに対し、本シリーズはF3000規格とは別個の車両レギュレーションとなっているのが大きな違いである。ただ「中古車を有効活用」している点は変わっておらず、旧ユーロ3000が原則として2004年までの国際F3000用の車両・エンジンを用いていたのに対し、本シリーズでは2005年から2008年までA1グランプリで使用された車両・エンジンを使用している（詳細はA1グランプリカーを参照）。ちなみに両者とも、シャシーはローラ、エンジンはザイテック製という共通点がある。
初年度となる2010年は、シリーズ全体の冠スポンサーにイタリアのオンラインポーカーサイトである「PartyPoker.it」がつき、全6イベント・12戦でシリーズが争われた。各イベントにはそれぞれ20万ユーロの賞金が用意されており、2レース合計結果の上位6名までに賞金が支給された（優勝は8万ユーロ）。近年では、世界ツーリングカー選手権（WTCC）と併催となりヨーロッパ、アフリカ、アメリカの計7イベント・14戦が行われている。
レースの参戦費用はパッケージ化されており、2012年時点のデータでGP2が1億円台後半、フォーミュラ・ルノー3.5も1億円以上がフル参戦に必要だったのに対し、AUTO GPは5,500万円で済んでいた。
2015年シリーズは全7戦が予定されていたが、参加台数を増加させるために、2014年まで同一シャシーを用いて開催されていたFA1チャンピオンシップシリーズと統合されることとなった。しかし、FA1チャンピオンシップシリーズに参戦していたチームは全て撤退し、2015年にFIAが発表したF1のスーパーライセンス発給の指針となるポイントシステムにおいても当カテゴリは対象外となったこともあり、エントリーは激減した。当初開幕戦だったモロッコ戦が中止になるなど厳しい状況に置かれ続け、第3戦ポール・リカールでの開催を前にはとうとうエントリー減少に伴うシリーズの一時休止が発表された。これ以降再開はされず、自然消滅に至った。

## シリーズチャンピオン
| 年   | シリーズ名           | チャンピオン                     | チームチャンピオン         |
| ---- | -------------------- | -------------------------------- | -------------------------- |
| 2010 | Auto GP              | ロマン・グロージャン             | DAMS                       |
| 2011 | Auto GP              | ケビン・チェッコン               | DAMS                       |
| 2012 | Auto GP World Series | エイドリアン・クアイフ＝ホッブス | スーパーノヴァ・レーシング |
| 2013 | Auto GP              | ヴィットーリオ・ジレリ           | スーパーノヴァ・レーシング |
| 2014 | Auto GP              | 佐藤公哉                         | スーパーノヴァ・レーシング |